# Futbol Club Madriu
El Fútbol Club Madriu es un club de fútbol sala fundado en la ciudad de Andorra la Vieja, capital del Principado de Andorra en 2003 y que juega en la Primera División de Fútbol Sala de ese país. Actualmente tiene su sede deportiva en la localidad de Ordino.

## Historia
Todo empezó con unos compañeros de trabajo y amigos que se dedicaban a jugar al fútbol sala en sus ratos libres. Finalmente se decidieron a jugar en la Liga Nacional de Andorra. Fue por entonces una gran apuesta que se plasmó el 20 de junio de 2003, cuando se fundó el club con el nombre Fútbol Club Madriu.
Militó 3 temporadas en segunda división y a la tercera consiguió el ascenso como campeón de liga a la Primera División de Fútbol Sala de Andorra. En su primera temporada en primera división quedó segundo clasificado en la liga y subcampeón del Memorial Canut (Copa de Andorra).
En la temporada (2007-2008) consigue un triplete histórico: Campeón de la Súper Copa de Andorra, Campeón del Memorial Canut y campeón de 1a División (20 partidos ganados, de un total de 21). Este último título le otorga el derecho a representar a su país, Andorra, en la próxima UEFA Futsal Cup.
En la temporada (2008-2009) la Federación Andorrana de Fútbol decide imponer un nuevo sistema de competición, incorporando el modelo de play-off para el título, además de la liga regular. En ésta, el F.C. Madriu consigue una ventaja final de 9 puntos sobre el segundo clasificado, el Escale UE Santa Coloma. Después de superar todas las fases de la eliminatoria, se vuelve a proclamar campeón de liga (enlace roto disponible en Internet Archive; véase el historial, la primera versión y la última)., por segundo año consecutivo, ante el FC Encamp (5 - 3, 3 - 5, 1 - 3). Otra vez a Europa !!
Y es en este año cuando había llegado el momento de pasar otra vez a la historia: en la disputa de la final del Memorial Canut, en un enfrentamiento muy reñido contra el Escale UE Santa Coloma, el Madriu consigue (con un gol en el último segundo) Archivado el 4 de marzo de 2016 en Wayback Machine. convertirse en el primer equipo de Andorra que se hace con el triplete por segundo año consecutivo.

## Presidentes
- 2003-2007 - David Borràs Mas
- 2007-2010 - Edmilson Carames Bueno

## Junta Directiva
- Presidente - Edmilson Carames Bueno
- Vicepresidente (director deportivo) - Joan Manel Fernández Sánchez
- Secretario - Francesc Cruz Martos
- Tesorero - João Teixeira Queiros Pisco
- Vocal - Jesús Cabello Merino
- Vocal - Francesc Povedano Sorribas

## Himno
Sin himno oficial.

## Escudo
El escudo del club es obra de Jokin Aixa, antiguo jugador.

## Uniforme
- Uniforme titular: Camiseta turquesa, pantalón blanco, medias blancas.
- Uniforme alternativo: Camiseta mandarina, pantalón negro, medias negras.

## Datos del club
- Temporadas en 1.ª: 2006/07, 2007/08, 2008/09, 2009/2010
- Temporadas en 2.ª: 2003/04, 2004/05, 2005/06
- Mayor goleada conseguida:
  - En campeonatos nacionales: Sporting Club d'Escaldes 0-19 DDS MRW Madriu 2005/06 Jornada 6
- Mayor goleada encajada:
  - En campeonatos nacionales: MRW Madriu 4 - 13 F.S. Canillo 2003/04 Jornada 16
  - En torneos internacionales: Futsal Graz 4 - 1 F.C. Macriu 2007/08 UEFA Futsal Cup
- Mejor puesto en la liga:
  - Primera división: 1º - 2007/08, 2008/09
  - Segunda división: 1º - 2005/06
- Peor puesto en la liga:
  - Primera división: 2º - 2006/07
  - Segunda división: 5º - 2003/04
- Máximo goleador:
  - 2003/04 - David Codina
  - 2005/06 - David Codina
  - 2006/07 - Xavier Nuñez
  - 2007/08 - Uri Anglora
  - 2008/09 - Uri Anglora
  - 2009/10 - Uri Anglora
- Portero menos goleado:
  - 2008/09 - Eric Flinch
  - 2009/10 - Eric Flinch
- Más partidos disputados:

## Jugadores

### Plantilla 2008/09
|  | Nac.     | Nombre                    | Apodo   | Puesto  |
|  | -------- | ------------------------- | ------- | ------- |
|  | Andorra  | Eric Flinch Font          | BRIC    | Portero |
|  | España   | Xavier Delgado            | XAVI    | Portero |
|  | Spain    | Eliseo Rey                | BUFFON  | Portero |
|  | Spain    | Fernando Martínez         | PULPO   | Portero |
|  | Spain    | Alejandro Pérez Concejo   | ALEX    | Cierre  |
|  | Spain    | Jesús Cabello             | CHUCHE  | Cierre  |
|  | Andorra  | Jofre Llort               | JOFRE   | Ala     |
|  | Andorra  | Nicolau Ferre             | NICO    | Ala     |
|  | Andorra  | David Ibáñez              | XIPI    | Cierre  |
|  | Andorra  | Gregori Ramírez           | GREGO   | Ala     |
|  | Andorra  | David Codina Aguilar      | CAPI    | Pivot   |
|  | Andorra  | Oriol Anglora Pirot       | URI     | Ala     |
|  | España   | Francisco Javier Soriano  | FRAN    | Ala     |
|  | Uruguay  | Sebastián Céspedes Castro | RIGODON | Ala     |
|  | Andorra  | Xavier Núñez Romero       | COTO    | Pivot   |
|  | Portugal | Anibal Filipe Azevedo     | CANIBAL | Ala     |
|  | Andorra  | Sergi Medina              | MENA    | Ala     |
|  | Argelia  | Nacer Abdelmalek          | NEGRO   | Pivot   |
|  | Andorra  | Libori Gamero Barrantes   | BORI    | Cierre  |

Entrenador:  Josep Linares Pociello "Lina", director deportivo:  Joan Manel Fernández Sánchez

## Entrenadores
- Josep Linares: 2009/10, 2010/11
- Luis Cruz Martos: 2004/05, 2005/06, 2006/07, 2007/08, 2008/09
- Diego Javier Vega (DDS Madriu B): 2007/08
- Joan Manel Fernández Sánchez: 2003/04, 2004/05
- Jordi Fustero Martí: 2003/04

## Palmarés

### Torneos nacionales
- Liga 1.ª división (2): 2007/08, 2008/09
- Memorial Canut - Copa de Andorra (3): 2007/08, 2008/09, 2009/10
- Super Copa de Andorra (4): 2007/08, 2008/09, 2009/10, 2010/11
- Liga 2.ª división (1): 2005/06

### Torneos internacionales
- U.E.F.A. Futsal Cup: Temporada 2008/2009 A GRAZ (Austria), encuadrado en el Grupo "B"
- U.E.F.A. Futsal Cup: Temporada 2009/2010 A KAUNAS (LITUANIA), encuadrado en el Grupo "E"